# Алан Бейкер
Алан Бейкер (англ. Alan Baker; 19 серпня 1939, Лондон — 4 лютого 2018) — англійський математик. Член Лондонського королівського товариства, відомий своїми роботами над ефективними методами в теорії чисел, зокрема, пов'язаними з теорією трансцендентності. Він був нагороджений премією Філдса в 1970 році, у віці 31 року.
Його наукова кар'єра почалася як студента Гарольда Девенпорта, в Університетському коледжі Лондона, а потім у Кембриджі. Він є членом Триніті-коледжу, Кембридж.
Його інтереси в теорії чисел, трансцендентності, логарифмічних формах, ефективних методах в теорії чисел, діофантовій геометрії і діофантових рівняннях.